# Rhytisma monticulum
Rhytisma monticulum is een zachte koraalsoort uit de familie Alcyoniidae. De koraalsoort komt uit het geslacht Rhytisma. Rhytisma monticulum werd in 1982 voor het eerst wetenschappelijk beschreven door Verseveldt. 